# ローズマリー
ローズマリー（英: rosemary; 仏: romarin; 学名: Salvia rosmarinus）は、地中海沿岸地方原産で、シソ科に属する常緑性低木。和名マンネンロウの漢字表記は「迷迭香」であるが、これは中国語表記と同一である。小さく細長い葉に、甘く爽やかな芳香があるのが特徴。生葉もしくは乾燥葉を香辛料、薬（ハーブ）として用いる。肉料理との相性がよく、香りづけや臭み消しに使われる。花も可食。水蒸気蒸留法で抽出した精油も、薬として利用される。

## 分類
ローズマリーはリンネの『植物の種』(1753年) で Rosmarinus officinalis として記載され、以来この学名で知られてきた。このマンネンロウ属 Rosmarinusは亜連Salviinaeに含められていたが、アキギリ属（Salvia）とSalviinaeのほかの属との関係性について葉緑体やリボソームDNAに着目した分析が進められた結果、従来Salviinaeとされていた5属（Dorystaechas・Meriandra・Perovskia・マンネンロウ属・Zhumeria）はアキギリ属として扱うのが妥当とする論文が2017年2月1日に発表され、ローズマリーに関しては従来の Rosmarinus officinalis ではなく Salvia rosmarinus (1835年にドイツの植物学者フリドリン・カール・レオポルト・シュペンナー）が使用したもの) を正式な学名とすることが提唱された。そしてキュー植物園系のデータベース Plants of the World Online でもこうした見解が受容されるようになった。

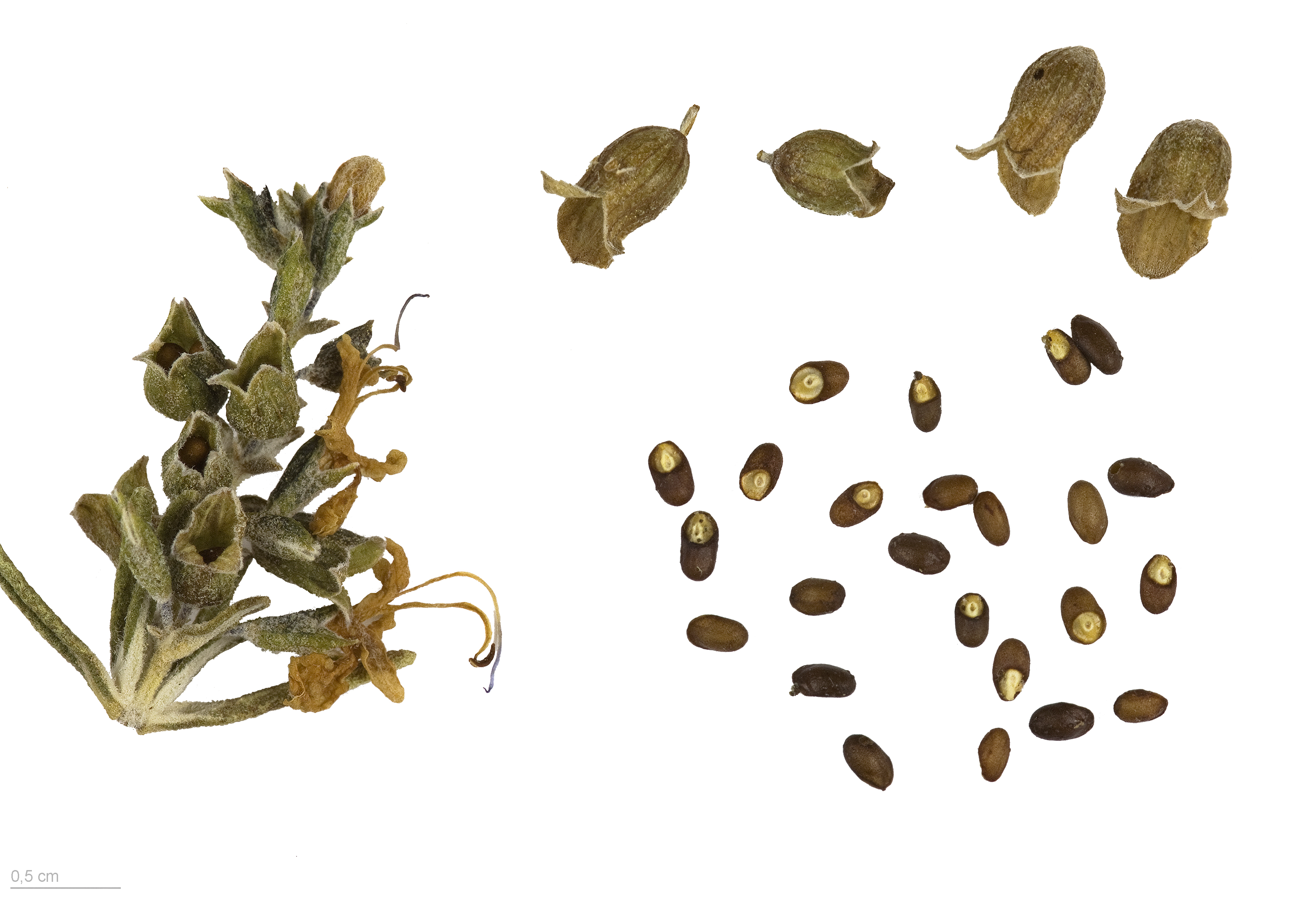
Salvia rosmarinus

## 意味
種小名（当初は属名）Rosmarinus は、ラテン語のros（雫）とmarinus（海）を語源に持ち、「海の雫」を意味する。ヨーロッパでは、教会、死者、生者を悪魔から守る神秘的な力を持つといわれ、また記憶や友情を意味する。
キリスト教以前のヨーロッパで祝典や結婚式、葬儀に用いられたとされ、「変わらぬ愛」や「貞節」の象徴とされる。その生育はキリストの生涯を象徴し、多くの伝説で聖母マリアと結びついている。
誕生花は1月13日、1月21日、4月23日、5月9日、5月27日、9月17日、9月20日、10月6日、11月15日、11月22日。花言葉は「追憶」、「思い出」、「記憶」、「貞節」、「変わらぬ愛」、「誠実」、「親切」、「私を思って」、「静かな力強さ」、「あなたは私を蘇らせる」。

## 生態
成長すると高さ1.8メートルに達する常緑灌木。暑く乾燥した気候を好むが、耐寒性も高い。縁が厚くなった細長い葉を付け、こするとマツに似た香りがする。冬から春にかけて青や紫がかった白い花が咲き、観賞用としても人気がある。
日当たりがよければ年中室内で栽培することもできる。
播種・挿し木のどちらでも繁殖させることができる。土壌はアルカリ性～弱酸性、また根腐れを起こしやすいため水分は与えすぎないほうが望ましい。

## 主な品種
様々な品種があり、立性と匍匐（ほふく）性種に分かれる。花の色は、青から紫色のものがほとんどだが、白や桃色のものもある。
野生のローズマリーには純正種は少なく、ほとんどは変種である。

### 立性
- トスカナブルー
- マジョルカピンク
- マリンブルー
- ミス・ジェサップ
- レックス
- ゴリツィア（ゴリジア）

### 匍匐性
- フォタブルー
- プロストラータス
- モーツァルトブルー

## 栽培
多年草であるが低木に育ち、根づくと葉を一年中利用収穫できるようになる。種まきの時期は春（4 - 5月）で、育苗箱に種を筋まきして、本葉が出たら育苗ポットに鉢上げする。苗の草丈が10センチメートル (cm) くらいになったら定植し、2 - 3週間後に株が大きくなり始めたら追肥を行う。一年目の最初の収穫は9月ころから行い、それ以外は通年収穫可能である。収穫の際は、茎葉の先端の10 - 15 cmを切り取って収穫する。

## 食用
キリッとした、甘く爽やかな香りは、主に肉料理の臭い消しに効果的に使われ、鶏肉や羊肉によくあうといわれている。ヨーロッパでは、古くから独特の臭みのある羊肉の料理に欠かせないハーブといわれてきた。食材としての旬は、5 - 9月といわれ、茎に葉がしっかりついて香りが強いものが良品とされる。料理のときは、生のまま枝ごと入れるか、葉を枝からとって使われる。抗酸化作用があるポリフェノールを含み、健康効果が期待されている。
抗酸化作用のあるポリフェノールを含むほか、ローズマリーの香りの元となる精油成分にピネンやシネオールなどを含んでいる。香油成分は、消化促進や殺菌・強壮効果、抗酸化作用のほか、美肌効果が期待されるところから、俗に「若返りのハーブ」ともよばれている。かつて、デザイナーフーズ計画のピラミッドで3群に属しており、3群の中でも、ベリー、セージ、大麦、ジャガイモと共に3群の最下位に属するが、癌予防効果のある食材であると位置づけられていた。
甘い芳香と爽やかなほろ苦さを持ち、消臭効果や抗菌作用、抗酸化作用により肉の鮮度を長持ちさせることから、ヨーロッパでは羊肉、豚肉、青魚などクセの強い素材の匂い消しに使われるが、ジャガイモやカブを使った料理とも相性が良く、鶏肉・白身魚・じゃがいもなど淡泊な素材の香りづけと、肉料理や魚料理に多様に利用されている。カレーやポトフ、アイントプフ等のスパイスとして利用される。新鮮な生葉をオリーブ油やビネガーに漬けて、香りを移して使う利用もある。ただし、香りが強いハーブのため、料理に使うときには使う分量に注意を払う必要がある。

## 薬効

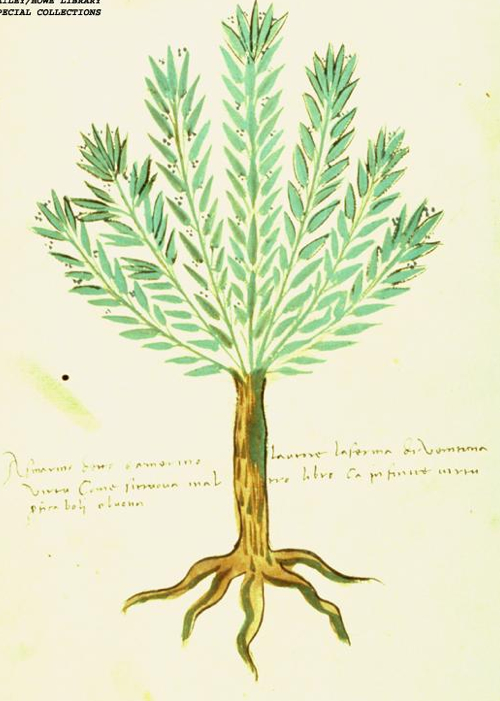
1500年頃のイタリアの本草書より

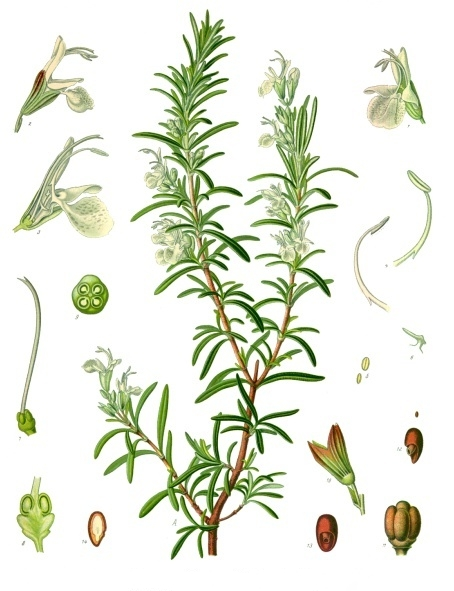
『ケーラーの薬用植物』（1887年）より

古代から薬用に用いられ、記憶力を高める効果があると言われた。西洋で大流行したペスト除けにも利用された。17世紀南フランスのトゥールーズでペストが大流行した際、ペストで死亡した人々から盗みを働いた泥棒たちがいたが、彼らはペストに感染しなかった。セージ、タイム、ローズマリー、ラベンダーなどを酢に浸して作った薬を塗って感染を防いだといい、このお酢は「4人の泥棒の酢」と呼ばれた。病気の原因はミアスマ（瘴気、悪い空気）であると考えられていたため、空気を清めるために病人のいる所や病院で焚かれた。イギリスでは、監獄熱の感染予防に法廷に持ち込まれた。ローズマリーをアルコールと共に蒸留したローズマリー水（ハンガリーウォーター）は、最初薬用酒として、のちに香水として利用された。
また、乾燥ローズマリーを95％エタノールで抽出したもの（精油は含まれない）には、高い抗ウイルス活性、抗酸化活性が認められ、その消臭効果が商用消臭剤にしばしば応用される。精油の成分は化学種（ケモタイプ）により異なり、各成分の含有量は化学種、産地、生産年などでも異なる。カンファーを含む精油は中毒事例が多いが、ローズマリー油のカンファーの含有率は、多い時で50％を超える。
- 刺激作用とリラックス作用の両方を有する[27]。
- ドイツコミッションEモノグラフ収載ハーブ。炎症抑制効果、血行改善効果があり、外用によりリューマチなどの関節炎、内用では消化不良に対して使用されている。
- 育毛効果：複数のハーブと組み合わせた使用で育毛効果があることが知られているが、これは、5αリダクターゼ阻害作用、血行促進作用、炎症抑制作用などに起因すると考えられる。
- 記憶力を改善する作用：主成分であるカルノシン酸には、神経細胞の維持に重要な役割を果たす神経成長因子の生成を高める効果があることも報告されている[28]。軽度のアルツハイマー型認知症患者に対しては症状が改善する可能性のある報告[29]がされている。
- ロスマリン酸には、花粉症の症状を和らげる作用があることが知られている[30]。
- カルノシン酸、カルノソールには、生体防御機構を活性化させる作用があり、解毒作用を高める[31]。
- ローズマリーは、セージとともに他のスパイスに比べて際立って強い抗酸化作用を有している[32]。

### 安全性
香辛料としての使用量程度であれば問題はないが、人に対し医療目的で大量使用した場合の薬効作用に関しては、信頼のおけるデータは無い。次の事象の可能性が知られている。
- 月経刺激作用や子宮刺激作用がある。
- 外用により光過敏症、発赤、皮膚炎を起こす恐れがある。
- アレルギー性接触皮膚炎を起こす恐れがある。
- 妊娠中および授乳中の外用使用に関して、安全性は確認されていない。
- 主要成分のロズマリン酸は抗菌作用を示すが、活性酸素生成能も示す[33]ことから、酸素、金属イオンと共存した場合に細胞毒性を示す可能性が示唆されている。
- 経口摂取でてんかん様痙攣を起こした症例があり、てんかん発作を誘発する可能性がある。カンファーが原因と考えられている[27]。

また、市販の精油では、偽和が行われる例がある。カンファー油、ユーカリ油、テレピン油、シダーウッド油の成分や、合成物質を添加したり、低グレードの精油を良質に見せるために脱テルペン処理が行われることがあるが、このような精油を使用する場合、エビデンスを適用することはできない。

### 動物実験
カルノシン酸を投与することによって、脳梗塞による壊死を予防することができることが確認されており、アルツハイマー病やパーキンソン病への効果も期待される。

## 成分
テルペノイド、フラボノイド、カフェタンニン類からなる多様なポリフェノールを含む。

### 主要成分
- ロスマリン酸 (rosmarinic acid)
- カフェ酸 (caffeic acid)
- クロロゲン酸 (chlorogenic acid)
- ゲンクワニン (genkwanin)
- ルテオリン (luteolin)
- カルノシン酸 (carnosic acid)
- カルノソール (carnosol)
- ロスマノール (rosmanol)
- ウルソール酸 (ursolic acid)
- オレアノール酸 (oleanolic acid)
- ベルベノン (verbenone)
- ピネン (pinene)
- シネオール (cineol)
- 樟脳 (Camphor)

など。

## 画像ギャラリー

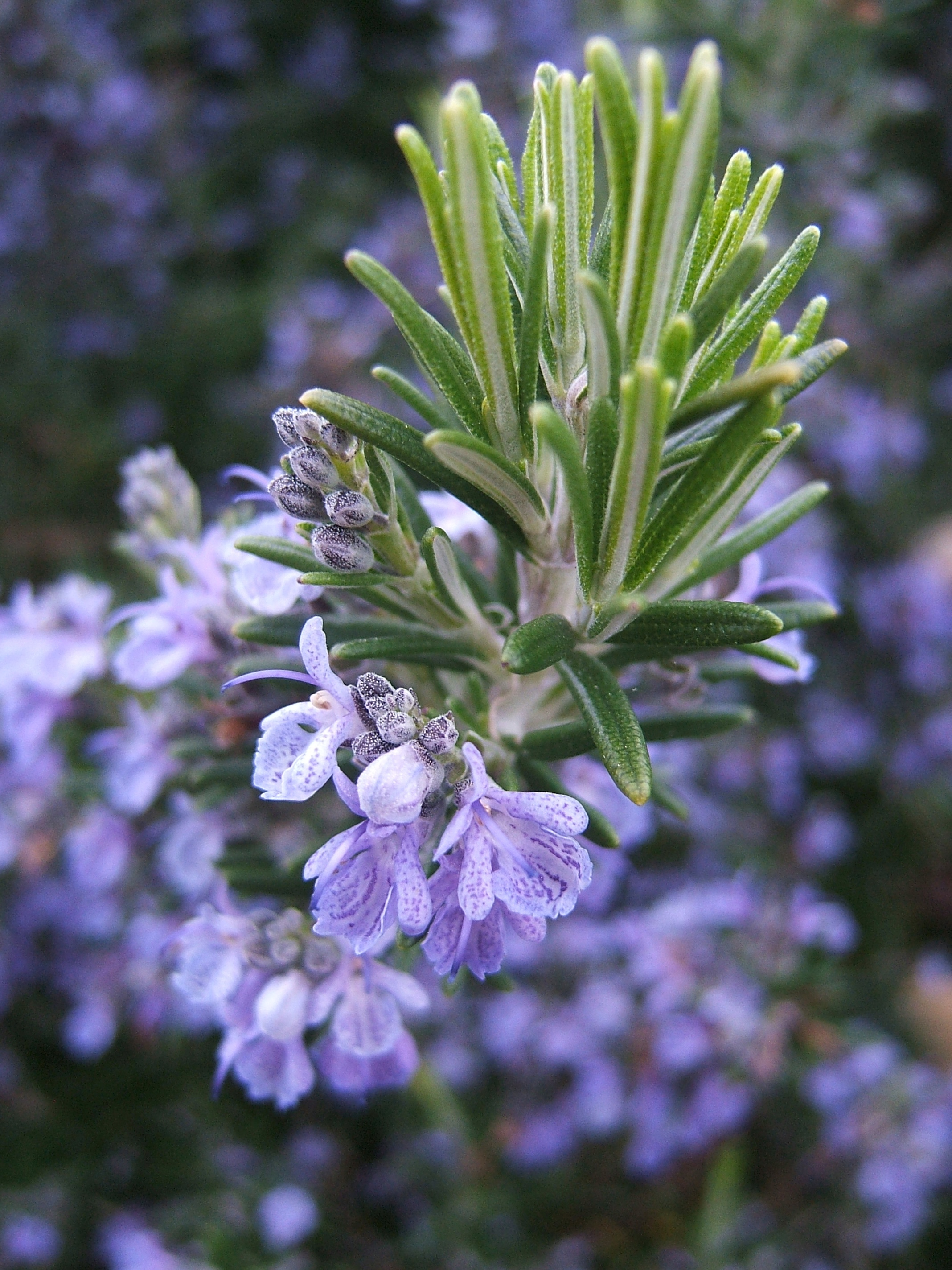
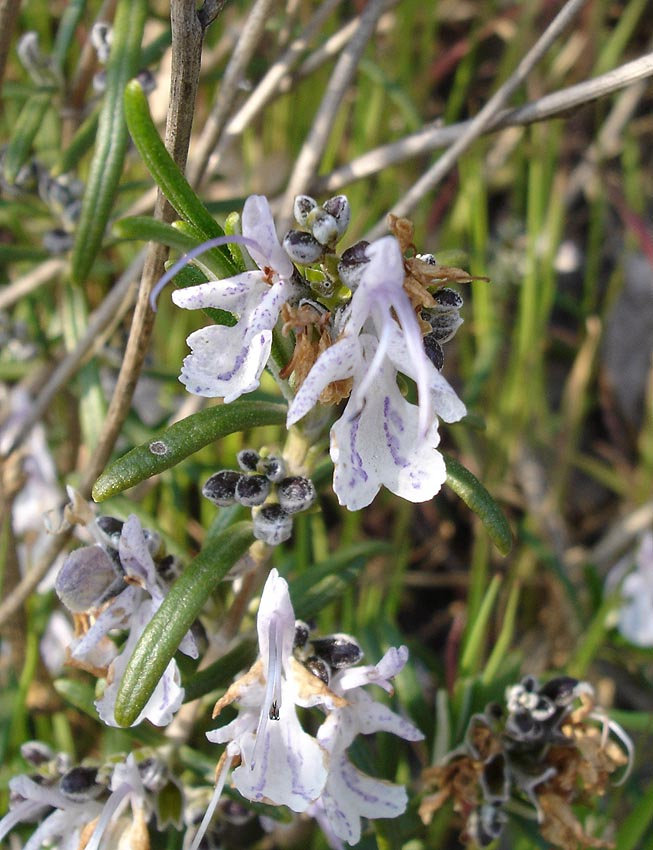
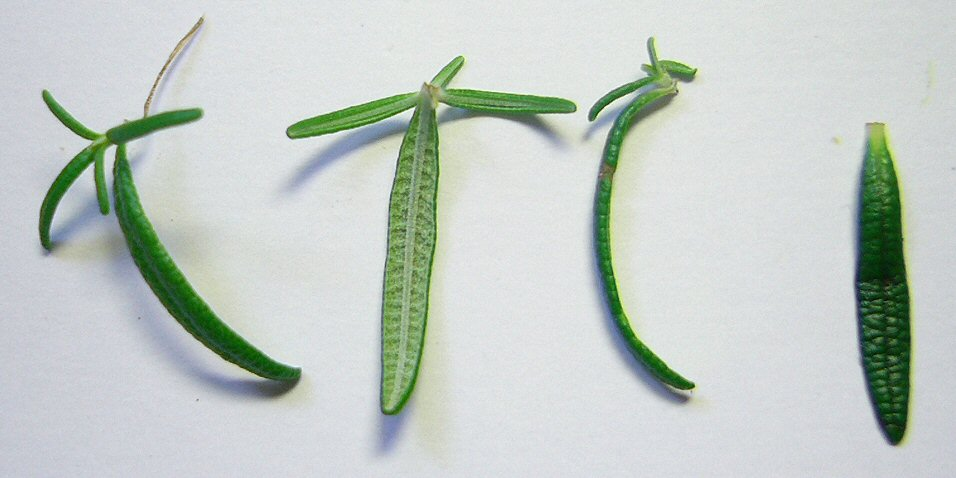
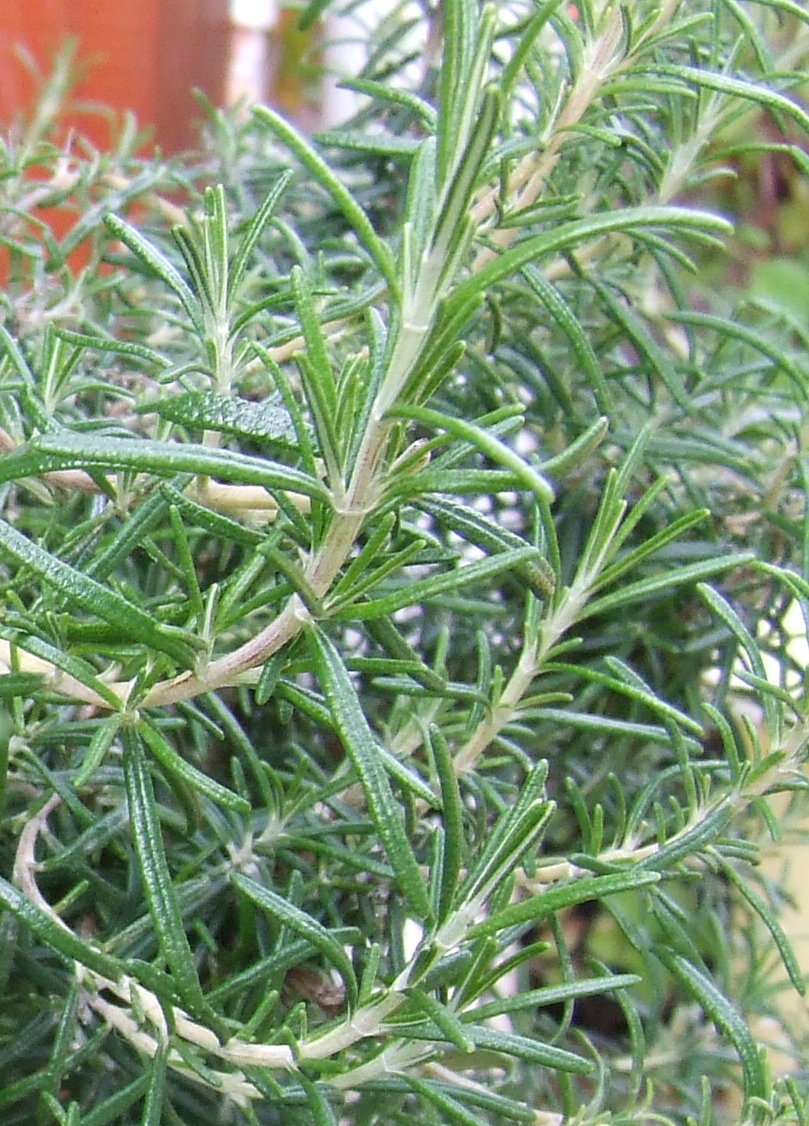
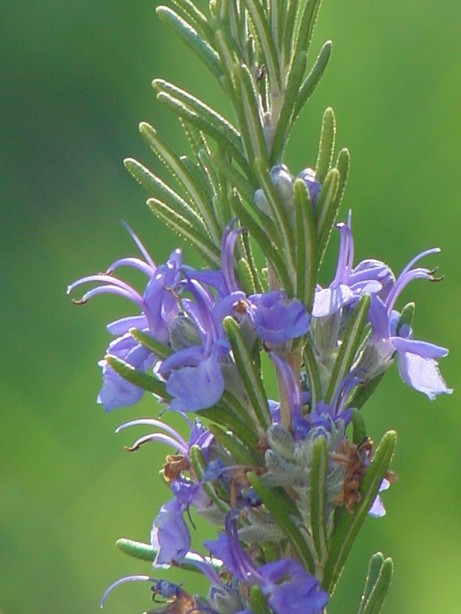
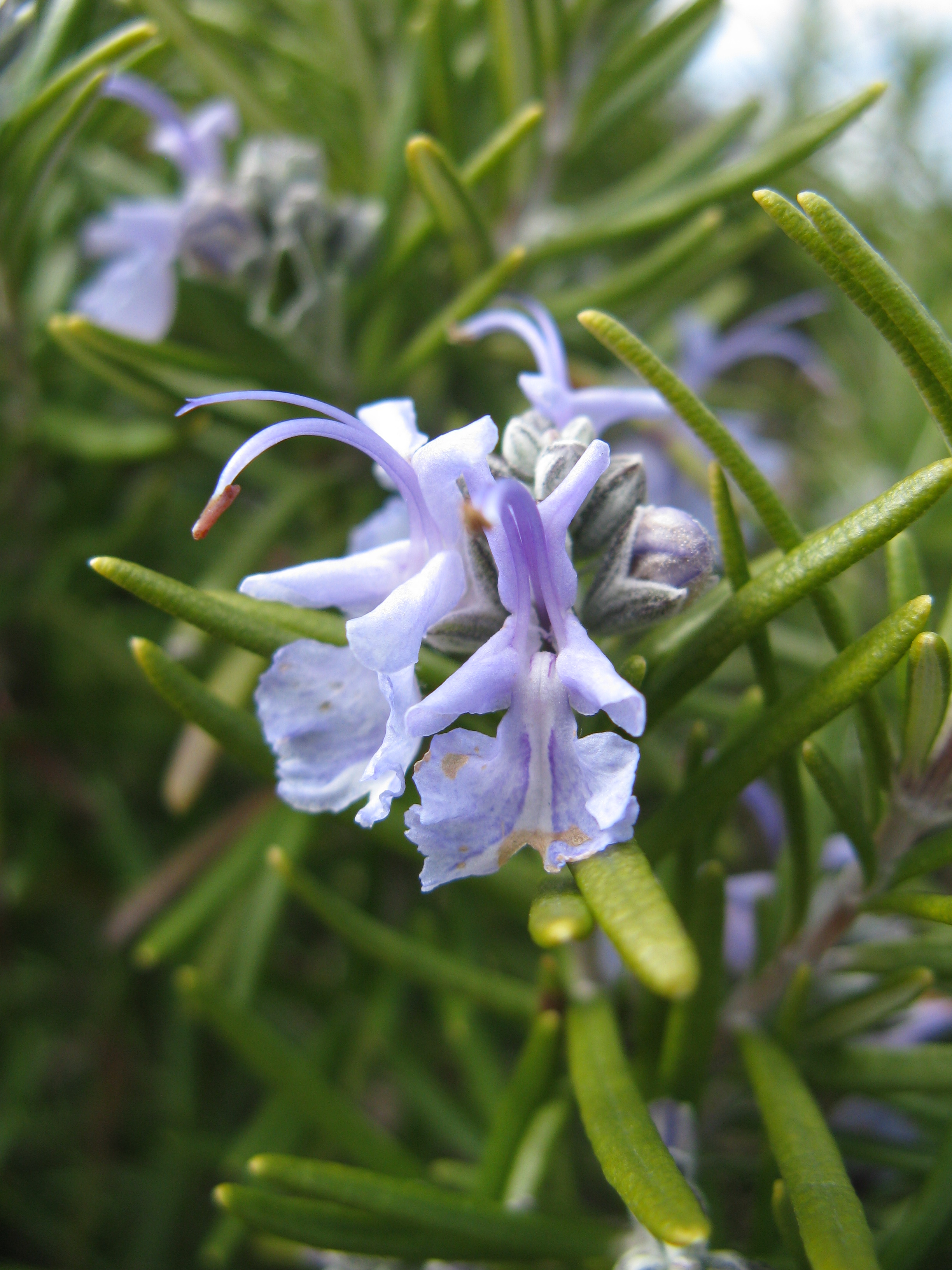
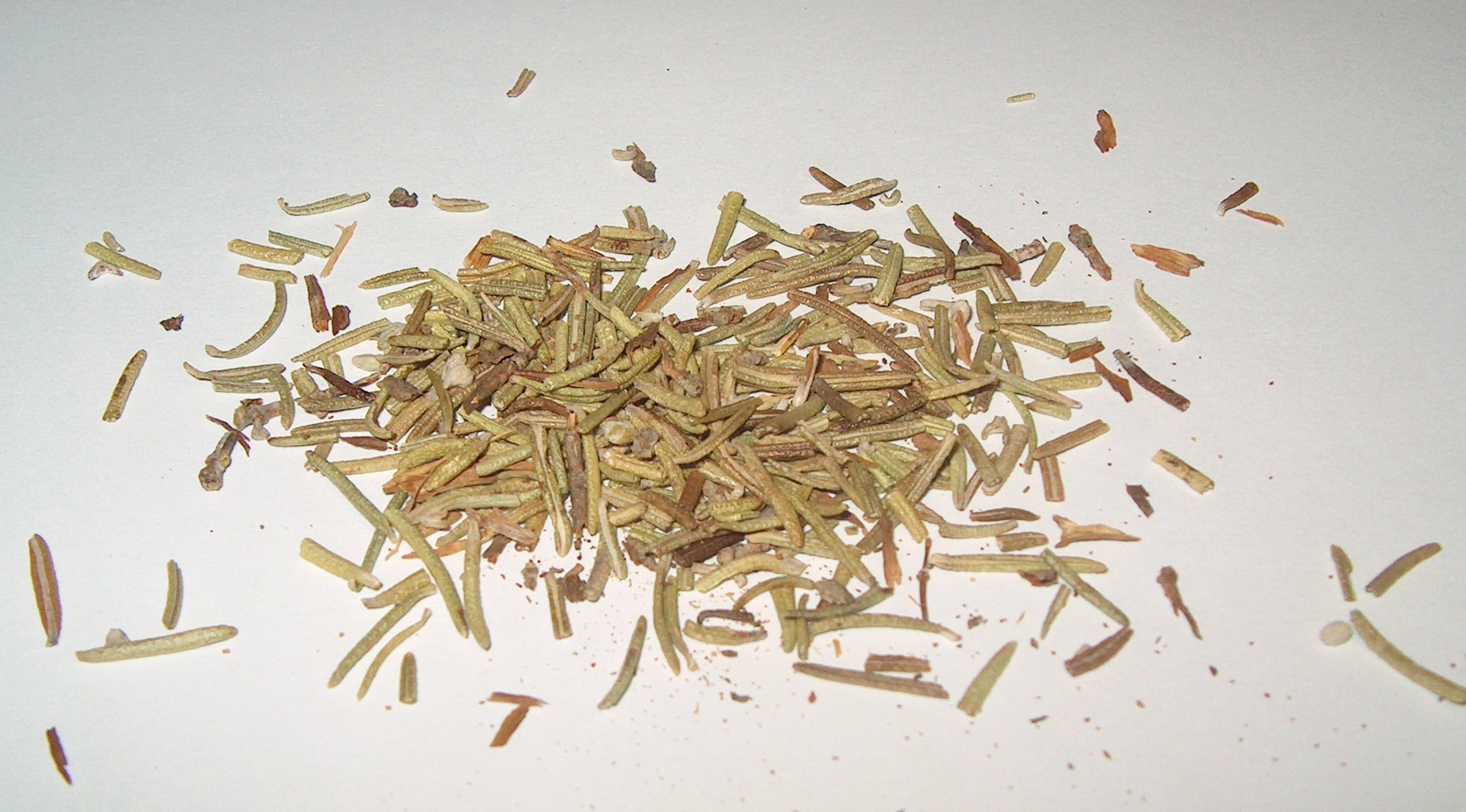